# Lijst van voetbalinterlands Belize - Honduras (vrouwen)
Deze lijst van voetbalinterlands is een overzicht van alle officiële voetbalinterlands tussen de nationale vrouwenteams van Belize en Honduras. De landen hebben tot nu toe één keer tegen elkaar gespeeld.

## Wedstrijden
| № | Plaats         | Datum       | Competitie                                       | Wedstrijd         | Uitslag |
| - | -------------- | ----------- | ------------------------------------------------ | ----------------- | ------- |
| 1 | Guatemala-Stad | 20 mei 2014 | Noord-Amerikaans kampioenschap 2014 kwalificatie | Honduras − Belize | 8 − 0   |

## Samenvatting
| Competitie                                  | Totaal gespeeld | Winst Belize | Gelijk | Winst Honduras | Doelsaldo Belize – Honduras |
| ------------------------------------------- | --------------- | ------------ | ------ | -------------- | --------------------------- |
| Noord-Amerikaans kampioenschap kwalificatie | 1               | 0            | 0      | 1              | 0 − 8                       |
| Totaal                                      | 1               | 0            | 0      | 1              | 0 − 8                       |